# SLEEPLESS NIGHT 〜眠れない夜のために〜
「SLEEPLESS NIGHT 〜眠れない夜のために〜」（スリープレス ナイト ねむれないよるのために）は、日本のミュージシャン氷室京介の17枚目のシングルである。1999年8月18日発売。発売元はポリドール。
前作から1年10か月ぶりとなるシングル。

## 収録曲
1. SLEEPLESS NIGHT 〜眠れない夜のために〜 (4:18)
  - 作詞：森雪之丞 / 作曲：氷室京介 / 編曲：Steve Stevens
2. TENDERLY (4:18)
  - 作詞：森雪之丞 / 作曲：氷室京介 / 編曲：Jeff Bova

## 収録アルバム
SLEEPLESS NIGHT ～眠れない夜のために～
- MELLOW
- 20th Anniversary ALL SINGLES COMPLETE BEST JUST MOVIN' ON 〜ALL THE-S-HIT〜
- L'EPILOGUE

TENDERLY
- Ballad〜La Pluie

## ライブ映像作品
SLEEPLESS NIGHT ～眠れない夜のために～
- 20th ANNIVERSARY TOUR 2008 JUST MOVIN' ON -MORAL〜PRESENT-
- KYOSUKE HIMURO COUNTDOWN LIVE CROSSOVER 05-06 1st STAGE/2nd STAGE